# Peachtree Road Tour
Peachtree Road Tour – dwudziesta solowa trasa koncertowa Eltona Johna, w jej trakcie odbyły się siedemdziesiąt trzy koncerty.
1. 4 listopada 2004 – Atlanta, Georgia, USA – The Tabernacle
2. 5 listopada 2004 – Atlanta, Georgia, USA – The Tabernacle
3. 7 grudnia 2004 – Newcastle, Anglia – Metro Radio Arena
4. 9 grudnia 2004 – Manchester, Anglia – Manchester Evening News Arena
5. 13 grudnia 2004 – Londyn, Anglia – Hammersmith Apollo
6. 16 grudnia 2004 – Londyn, Anglia – Hammersmith Apollo
7. 17 grudnia 2004 – Londyn, Anglia – Hammersmith Apollo
8. 18 grudnia 2004 – Londyn, Anglia – Hammersmith Apollo
9. 18 marca 2005 – Sunrise, Floryda, USA – Office Depot Center
10. 19 marca 2005 – Orlando, Floryda, USA – TD Waterhouse Arena
11. 23 marca 2005 – Oklahoma City, Oklahoma, USA – Ford Center
12. 24 marca 2005 – Dallas, Teksas, USA – American Airlines Center
13. 26 marca 2005 – Houston, Teksas, USA – Toyota Center
14. 22 kwietnia 2005 – Milwaukee, Wisconsin, USA – Bradley Center
15. 23 kwietnia 2005 – Rosemont, Illinois, USA – Allstate Arena
16. 24 kwietnia 2005 – Auburn Hills, Michigan, USA – The Palace of Auburn Hills
17. 28 kwietnia 2005 – Kansas City, Kansas, USA – Kemper Arena
18. 29 kwietnia 2005 – Minneapolis, Minnesota, USA – Target Center
19. 3 maja 2005 – Denver, Kolorado, USA – Pepsi Center
20. 5 maja 2005 – Glendale, Arizona, USA – Glendale Arena
21. 6 maja 2005 – San Diego, Kalifornia, USA – Cox Arena
22. 7 maja 2005 – Anaheim, Kalifornia, USA – Arrowhead Pond of Anaheim
23. 24 maja 2005 – Paryż, Francja – Palais Omnisports de Paris-Bercy
24. 26 maja 2005 – Reading, Anglia – Madejski Stadium
25. 28 maja 2005 – Southampton, Anglia – St. Mary’s Stadium
26. 29 maja 2005 – Norwich, Anglia – Carrow Road
27. 1 czerwca 2005 – Bratysława, Słowacja – Tyrvoso Nabrezie
28. 3 czerwca 2005 – Huddersfield, Anglia – Galpharm Stadium
29. 4 czerwca 2005 – Stoke-on-Trent, Anglia – Britannia Stadium
30. 5 czerwca 2005 – Bolton, Anglia – Reebok Stadium
31. 8 czerwca 2005 – Oslo, Norwegia – Oslo Spektrum
32. 10 czerwca 2005 – Nottingham, Anglia – National Ice Centre
33. 11 czerwca 2005 – Coventry, Anglia – Highfield Road
34. 12 czerwca 2005 – Glasgow, Szkocja – SECC Arena
35. 14 czerwca 2005 – Cardiff, Walia – Cardiff International Arena
36. 15 czerwca 2005 – Cardiff, Walia – Cardiff International Arena
37. 16 czerwca 2005 – Peterborough, Anglia – The Embakment
38. 18 czerwca 2005 – Watford, Anglia – Vicarage Road
39. 19 czerwca 2005 – Swindon, Anglia – County Ground
40. 25 czerwca 2005 – Edynburg, Szkocja – Easter Road Stadium
41. 26 czerwca 2005 – Kilmarnock, Szkocja – Rugby Park
42. 29 czerwca 2005 – Marbella, Hiszpania – Mijas Costa Hipodrome
43. 30 czerwca 2005 – Guadalajara, Hiszpania – Municipal Football Stadium
44. 2 lipca 2005 – Dublin, Irlandia – RDS Arena
45. 7 lipca 2005 – Bonn, Niemcy – Museumplatz
46. 9 lipca 2005 – Aarhus, Dania – Aarhus Stadion
47. 10 lipca 2005 – Bielefeld, Niemcy – Schuco Arena
48. 12 lipca 2005 – Perugia, Włochy – Jazz Arena
49. 13 lipca 2005 – Bergamo, Włochy – Stadio Atleti Azzuri d’Italia
50. 1 września 2005 – Bergamo, Włochy – Stadio Atleti Azzuri d’Italia
51. 3 września 2005 – Rzym, Włochy – Koloseum
52. 6 września 2005 – Toronto, Kanada – Air Canada Centre
53. 7 września 2005 – Toronto, Kanada – Air Canada Centre
54. 9 września 2005 – Filadelfia, Pensylwania, USA – Wachovia Center
55. 10 września 2005 – Waszyngton, USA – MCI Center
56. 30 września 2005 – Nashville, Tennessee, USA – Gaylord Entertainment Center
57. 1 października 2005 – Atlanta, Georgia, USA – Phillips Arena
58. 4 listopada 2005 – Memphis, Tennessee, USA – FedExForum
59. 5 listopada 2005 – Cincinnati, Ohio, USA – U.S. Bank Arena
60. 8 listopada 2005 – Richmond, Wirginia, USA – Richmond Coliseum
61. 9 listopada 2005 – Winston-Salem, Karolina Północna, USA – Memorial Coliseum
62. 12 listopada 2005 – Charlotte, Karolina Północna, USA – Bobcats Arena
63. 16 listopada 2005 – Columbia, Karolina Południowa, USA – Colonial Life Arena
64. 18 listopada 2005 – Columbus, Ohio, USA – Nationwide Arena
65. 19 listopada 2005 – Indianapolis, Indiana, USA – Consesco Fieldhouse
66. 29 listopada 2005 – Helsinki, Finlandia – Hartwall Arena
67. 30 listopada 2005 – Turku, Finlandia – Elysee Arena
68. 2 grudnia 2005 – Sztokholm, Szwecja – Globen Arena
69. 3 grudnia 2005 – Göteborg, Szwecja – Scandinavium
70. 5 grudnia 2005 – Hamburg, Niemcy – Color Line Arena
71. 8 grudnia 2005 – Stuttgart, Niemcy – Schleyerhalle
72. 12 grudnia 2005 – Antwerpia, Belgia – Sportpaleis Antwerp
73. 14 grudnia 2005 – Zurych, Szwajcaria – Hallenstadion